# Friesenjung (Ski-Aggu-, Joost- und Otto-Waalkes-Lied)
Friesenjung ist ein Lied des deutschen Rappers Ski Aggu, des niederländischen Musikers Joost Klein und des deutschen Komikers Otto Waalkes.
Der Titel stellt eine Neuinterpretation in Form einer Kontrafaktur des Otto-Waalkes-Titels Friesenjung von 1993 dar. Er erschien am 25. Mai 2023 als Single und erreichte sowohl in Deutschland als auch in Österreich Platz eins der Singlecharts.

## Hintergrund und Veröffentlichung
Otto Waalkes veröffentlichte im Jahr 1993 sein Lied Friesenjung, eine Parodie auf den Welthit Englishman in New York von Sting. Er ging in seiner Parodie humorvoll auf das Leben eines Friesen ein. Rapper Ski Aggu und Joost Klein, der selbst Friese ist, griffen auf Waalkes’ Titel zurück und nutzten den Refrain sowie eine weitere Passage als Sample für ihre Friesenjung-Neuinterpretation. Laut Aussage von Ski Aggu war der Song eine Idee von Joost Klein und dem Produzenten Tantu Beats, die damit auf ihn zukamen.
Ab Mitte Mai 2023 lud Ski Aggu mehrere Kurzvideos mit Ausschnitten der noch unveröffentlichten Ski-Aggu-&-Joost-Version von Friesenjung auf der Videoplattform TikTok hoch, die dort große Aufmerksamkeit erhielten. Ski Aggu performte den Titel zudem vor Veröffentlichung mehrmals live. Ski Aggu und Joost baten über die sozialen Netzwerke Otto Waalkes um die rechtliche Freigabe des Friesenjung-Samples, um ihre Neuinterpretation als Single veröffentlichen zu können. Daraufhin verbreiteten Fans nach Aufruf der beiden Künstler die Phrase „Bitte, Otto, bitte!“ in den sozialen Netzwerken – insbesondere unter Posts von Otto Waalkes. Wenige Tage vor der Veröffentlichung gestattete Otto Waalkes den Künstlern schließlich die Verwendung des Samples und kommentierte das Lied mit den Worten: „Ich fühle mich sehr geschmeichelt, weil für mich jede Parodie die ehrlichste Form der Verehrung darstellt“. Matthias Schwarzer vom RND RedaktionsNetzwerk Deutschland bezeichnete diese öffentliche Freigabe allerdings als „Marketing-Trick“; vieles spreche dafür, dass die Zusage zum Samplen bereits deutlich früher erteilt worden war.
Das Lied erschien am 25. Mai 2023 als Single, das zugehörige Musikvideo wurde eine Woche später auf Ski Aggus YouTube-Kanal veröffentlicht. Otto Waalkes tritt im Musikvideo selbst in Erscheinung, zudem spielte er im Juni 2023 seine Originalversion von Friesenjung als Gast auf einem Ski-Aggu-Konzert in Hamburg.

## Musik und Inhalt
Friesenjung ist ein schneller Song mit einem Tempo von 161 Beats per minute. Er enthält ein beschleunigtes und hochgepitchtes Sample von Otto Waalkes und ein Dance-typisches Drum-Pattern. Die Vocals in den Strophen und im Post-Refrain werden gerappt. Der Titel lässt sich vor allem in die Genres Eurodance, Happy Hardcore (am Ende) und Rap einordnen. Ski Aggu selbst bezeichnet das Genre des Songs als Gabberpop.
Produziert wurde das Lied von Tantu Beats und dem niederländischen Produzenten Vieze Asbak, welcher Drop und Pre-Drop übernahm.
Inhaltlich geht es um das „Friesenleben“ und die Verbindung zwischen Deutschland und den Niederlanden, beispielsweise verdeutlicht durch die Biermarken Berliner Kindl, Heineken und Jever („friesisch-herbes Bier“). Zusätzlich werden die späten 1990er- bis 2000er-Jahre thematisiert, durch Nennung von zeittypischen Elementen wie der Musikrichtung Gabber, der Animationsfigur Crazy Frog oder dem Gigi-D’Agostino-Lied The Riddle.

## Musikvideo
Am Anfang des Videos wird der Text „Friesland, The Netherlands“ eingeblendet. Auf einer Weide sind Joost Klein, Ski Aggu und weitere Personen in roten Overalls um einen Traktor versammelt und feiern. Später werden sie von einem Bauern mit einer Heugabel vertrieben. Weitere Szenen finden in einer Wohnsiedlung, um einen Billardtisch, und in den Straßen Berlins statt und zeigen unter anderem ebenfalls Otto Waalkes. Die Sängerin Domiziana ist ebenfalls kurz in einer Szene zu sehen.
Das gesamte Musikvideo (darunter die Regie, der Schnitt, und die Abmischung) wurde von Joost Klein erstellt und in Berlin gedreht.

## Rezeption

### Mediales Interesse und Kritik
Friesenjung erlangte bereits vor der Veröffentlichung hohes Interesse in den sozialen Medien. Nach der Veröffentlichung traten Ski Aggu und Joost Klein in einem Beitrag der ARD-Sendung Brisant auf. Das Lied wird als generationen- und nationenverbindend beschrieben und gelobt.
Am 30. November 2023 wurde das Lied mit einer 1 Live Krone in der Kategorie „Bester Song“ ausgezeichnet.

### Chartplatzierungen
Friesenjung stieg in der ersten Woche nach der Veröffentlichung auf Platz drei in die deutschen Singlecharts ein, in der zweiten Woche erreichte das Lied schließlich Platz eins. Alle drei Künstler stehen somit erstmals auf Platz eins der deutschen Singlecharts. Joost gelingt dies auf Anhieb mit seinem ersten Charteintritt überhaupt, für Otto Waalkes ist es in seiner etwa 50-jährigen Karriere die zweite Single in den Charts sowie die erste auf Platz eins. Auch in Österreich erreichte das Lied die Spitzenposition der Charts, in der Schweiz Platz sieben. Der Song chartete auch in anderen europäischen Ländern, so unter anderem in Litauen auf Platz 12, in Lettland auf Platz 15 und in den Niederlanden auf Platz 18. In den Billboard Global excl. US erreichte der Song Platz 115.
| ChartsChartplatzierungen | Höchstplatzierung | Wochen |
| ------------------------ | ----------------- | ------ |
| Deutschland (GfK)        | 1 (48 Wo.)        | 48     |
| Österreich (Ö3)          | 1 (31 Wo.)        | 31     |
| Schweiz (IFPI)           | 7 (15 Wo.)        | 15     |

| ChartsJahrescharts (2023) | Platzierung |
| ------------------------- | ----------- |
| Deutschland (GfK)         | 12          |
| Österreich (Ö3)           | 15          |
| Schweiz (IFPI)            | 91          |

### Auszeichnungen für Musikverkäufe
Im Oktober 2024 wurde das Lied in Deutschland mit einer Platin-Schallplatte für über 600.000 verkaufte Einheiten ausgezeichnet.
| Land/Region        | Auszeichnungen für Musikverkäufe (Land/Region, Auszeichnung, Verkäufe) | Verkäufe |
| ------------------ | ---------------------------------------------------------------------- | -------- |
| Belgien (BRMA)     | Gold                                                                   | 20.000   |
| Deutschland (BVMI) | Platin                                                                 | 600.000  |
| Österreich (IFPI)  | Platin                                                                 | 30.000   |
| Polen (ZPAV)       | Gold                                                                   | 25.000   |
| Schweiz (IFPI)     | Gold                                                                   | 10.000   |
| Insgesamt          | 3× Gold · 2× Platin ·                                                  | 685.000  |

## Remixversionen
Am 27. Juni 2023 erschien eine Remix-Single mit dem Titel Friesenjung (Sped Up), die zwei Remixversionen beinhaltet. Der erste Titel der Single trägt den Namen Friesenjung (Sped Up) und stellt einen Hardcore-Remix von Friesenjung dar. Tonart und Reihenfolge des Textes unterscheiden sich vom Originaltitel, zudem weist der Remix ein deutlich schnelleres Tempo auf. Produziert wurde er von Vieze Asbak, der bereits an der Produktion des Originaltitels beteiligt war. Der zweite Single-Titel ist ein Instrumental und beinhaltet keinen Text, sondern lediglich die Gesangsmelodie des Refrains von Friesenjung, welche digital gespielt wird. Tiergeräusche, die an ein ländliches friesisches Gebiet erinnern, und eine kurze Jodelsequenz von Otto Waalkes befinden sich im Intro. Produzent Tantu Beats hat sich für diese Remixversion von Nokia-Klingeltönen inspirieren lassen – dies wird auch durch den Namen des Titels Friesenjung (Klingelton) und das Single-Artwork deutlich, auf welchem ein Nokia-Handy abgebildet ist.